# Union of Democratic Control
 (décembre 2024).
Si vous disposez d'ouvrages ou d'articles de référence ou si vous connaissez des sites web de qualité traitant du thème abordé ici, merci de compléter l'article en donnant les références utiles à sa vérifiabilité et en les liant à la section « Notes et références ».
L'Union of Democratic Control (en français, Union pour le contrôle démocratique) est un groupe de pression britannique créé en 1914 pour promouvoir une politique étrangère plus réactive. Bien qu'elle ne soit pas pacifiste, elle s'oppose à l'influence militaire au sein du gouvernement.
L'impulsion pour la formation de l'UCD provient du déclenchement de la Première Guerre mondiale, que ses fondateurs considèrent comme le résultat d'accords internationaux largement secrets et non soumis à un contrôle démocratique. Les principaux fondateurs incluent Charles Philips Trevelyan, un ministre libéral qui démissionne en opposition à la déclaration de guerre, et Ramsay MacDonald, qui quitte son poste de président du Parti travailliste lorsque celui-ci soutient le budget de guerre du gouvernement. L'homme politique Arthur Ponsonby, l'auteur Norman Angell et le journaliste Edmund Dene Morel jouent également un rôle clé dans la création de l'Union. À la suite d'une première lettre diffusée le 4 septembre 1914, une réunion inaugurale se tient le 17 novembre. Bien que non partisane, l'UCD est dominée par l'aile gauche des partis libéral et travailliste.

## Liste des premiers membres

### Parti libéral
- Charles Trevelyan, député
- Philip Morrell, député
- Arnold Rowntree, député
- Arthur Ponsonby, député
- Richard Denman, député
- Député de Hastings Lees-Smith
- R. L. Outhwaite, député
- Joseph King, député
- E.T. John (en)
- Charles Buxton
- Morgan Philips Price (en)
- Edmund Dene Morel
- Norman Angell
- Charles Prestwich Scott (en)
- Graham Wallas
- John Atkinson Hobson
- Ottoline Morrell
- George Cadbury
- Konni Zilliacus (en)
- Bertrand Russell
- Sophia Sturge (en)

### Parti travailliste
- Ramsay MacDonald, député
- Fred Jowett, député
- Philip Snowden, député
- William Anderson (en) député
- Frederick Pethick-Lawrence
- Tom Johnston
- David Kirkwood
- Helena Swanwick
- Isabella Ford
- Henry Noel Brailsford (en)
- R.H. Tawney
- Mary Hamilton
- Margaret Bondfield

L'Union ne réclame pas la fin immédiate de la guerre, mais un examen complet et public des objectifs de celle-ci par le Parlement. Elle s'oppose fermement à la conscription et à la censure en temps de guerre, ainsi qu'à d'autres restrictions des libertés civiles. En conséquence, l'UCD est dénoncée par des partisans de droite, comme le journal The Morning Post, qui l'accusent de nuire à l'effort de guerre britannique. La Société religieuse des amis (Quakers) lui apporte un soutien général, et la plupart des fonds de l'Union proviennent de Quakers fortunés. Il existe également des liens étroits entre l'Union et les partisans du suffrage des femmes.
En 1917, l'UCD compte plus d'une centaine de sections locales en Grande-Bretagne et en Irlande, ainsi que 10 000 membres individuels. Elle bénéficie également d'affiliations d'organisations regroupant près de 650 000 personnes supplémentaires. Son influence s'accroît au sein du Parti travailliste, entraînant une augmentation de nouveaux membres en réponse au soutien continu des libéraux à la guerre. L'UCD critique le traité de Versailles, le jugeant injuste envers l'Allemagne, et préconise le retrait des troupes alliées de Russie. A.J.P. Taylor déclare que l'UCD est « l'organisme radical le plus redoutable à avoir jamais influencé la politique étrangère britannique ».

## Activité ultérieure
L'UCD continue à être active jusque dans les années 1920. Dans le premier gouvernement travailliste de 1924, quinze ministres sont membres de l'Union.
Au fil du temps, l'UCD devient de plus en plus favorable au pacifisme. En 1925, Arthur Ponsonby publie sa déclaration pacifiste *Now is the Time* sous le parrainage de l'UCD. Il lance également une pétition visant ceux qui « refusent de soutenir ou de servir tout gouvernement qui recourt aux armes » et publie en 1928 *Falsehood in War-Time*, dans laquelle il affirme que l'opinion publique est invariablement pacifique, à moins d'être éveillée par la propagande de guerre.
Dans les années 1930, l'UCD est dirigée par Dorothy Woodman, qui la transforme en un groupe de recherche et de propagande antifasciste. À cette époque, le nombre d'adhérents est en forte baisse. Bien que l'Union continue d'exister sous une forme ou une autre jusqu'aux années 1960 — Harold Wilson en étant brièvement membre dans les années 1950 — son influence est très limitée. Elle est finalement dissoute en 1966.

## Secrétaires
- 1914 : ED Morel
- 1925 : Stella Retinger
- 1928 : Dorothy Woodman